# Clément Mouhot
Clément Mouhot, né le 19 août 1978 à Paris[source insuffisante], est un mathématicien français. Il est chargé de recherche au Centre national de la recherche scientifique (CNRS) à l'École normale supérieure de Paris et en détachement comme professeur à l'université de Cambridge.

## Carrière
Il est reçu à l'agrégation de mathématiques en 2001 puis obtient son doctorat en 2004 sous la direction de Cédric Villani à l'École normale supérieure de Lyon. Il reçoit en 2010, l'habilitation à diriger des recherches de l'université Pierre-et-Marie-Curie. 

## Travaux
Ses recherches portent essentiellement sur les équations aux dérivées partielles et la physique mathématique : physique statistique, équation de Boltzmann, équation de Vlassov.
Avec Cédric Villani, il a établi que l'amortissement Landau s'applique dans un contexte perturbatif non linéaire. Ce travail est cité dans la laudation de Villani à l'occasion de l'obtention de la médaille Fields.
En 2013, ses travaux sur “Kac’s program in kinetic theory” avec Mischler ont été le sujet d'un séminaire Nicolas Bourbaki.

## Publications

### Activités éditoriales
Depuis 2011, il est éditeur associé des Acta Applicandae Mathematicae.
Depuis 2011, il est éditeur associé du Journal of Statistical Physics.
Depuis 2012, il est co-éditeur en chef des ESAIM Proceedings.
Depuis 2014, il est éditeur associé des Communications in Mathematical Physics.

## Prix et récompenses
En 2014 il est lauréat du prix Whitehead et du « Grand Prix Madame Victor Noury » décerné par l'Académie des sciences. À cette occasion, il a été dit de lui : 

« Clément Mouhot a effectué des travaux remarquables sur les équations aux dérivées partielles et plus particulièrement sur les équations cinétiques. Il est l'auteur de résultats fondamentaux sur l'équation de Boltzmann : étude très fine des collisions rasantes, analyse spectrale de l'opérateur de collision, résultats optimaux de convergence vers l'équilibre maxwellien. Sur le programme de Kac, en collaboration avec Stéphane Mischler, il a obtenu des résultats de tout premier plan : justification de l'hypothèse dite de « chaos moléculaire », estimations très précises de croissance de l'entropie. Enfin, il partage avec Cédric Villani la gloire d’avoir résolu un problème majeur de la physique des plasmas : la justification rigoureuse de l’amortissement de Landau pour l'équation de Vlasov-Poisson non linéaire. Les travaux de Clément Mouhot, qui font appel à la théorie des probabilités, au transport optimal, aux systèmes dynamiques et à la théorie de la mesure géométrique, font de lui l'un des tout meilleurs experts mondiaux des équations cinétiques. »

Mouhot est fellow du King's College de Cambridge.
Il est lauréat du prix Adams en 2016.
En 2016 également, il délivre une conférence plénière au Congrès européen de mathématiques de Berlin intitulée « DeGiorgi-Nash-Moser and Hörmander theories: new interplays ». Il est lauréat de la chaire d'excellence de la Fondation sciences mathématiques de Paris en 2020.